# Megophrys baluensis
Megophrys baluensis es una especie  de anfibios de la familia Megophryidae.

## Distribución geográfica
Se encuentra en Malasia Oriental. 